# Ordinateur de bureau
Un ordinateur de bureau ou ordinateur fixe (desktop computer en anglais) est un ordinateur personnel destiné à être utilisé sur un bureau ou tout autre endroit fixe à cause de ses dimensions, de sa masse et de son alimentation électrique. L'unité centrale est le plus souvent composé d'un boîtier qui comprend un bloc d'alimentation, une carte-mère (circuit imprimé sur lequel est fixé un micro-processeur en tant qu'unité centrale de traitement, la mémoire de traitement, les bus informatiques et d'autres composants électroniques) ainsi qu'un système d'entrées/sorties. Ce boîtier peut être connecté en permanence à plusieurs périphériques comme un écran, un clavier, une souris, des haut-parleurs, un micro, un disque dur externe, une imprimante ou un scanneur. Le boîtier peut être placé à la verticale ou l'horizontale, sur le bureau, à côté ou sous celui-ci.

## Histoire

### Origines

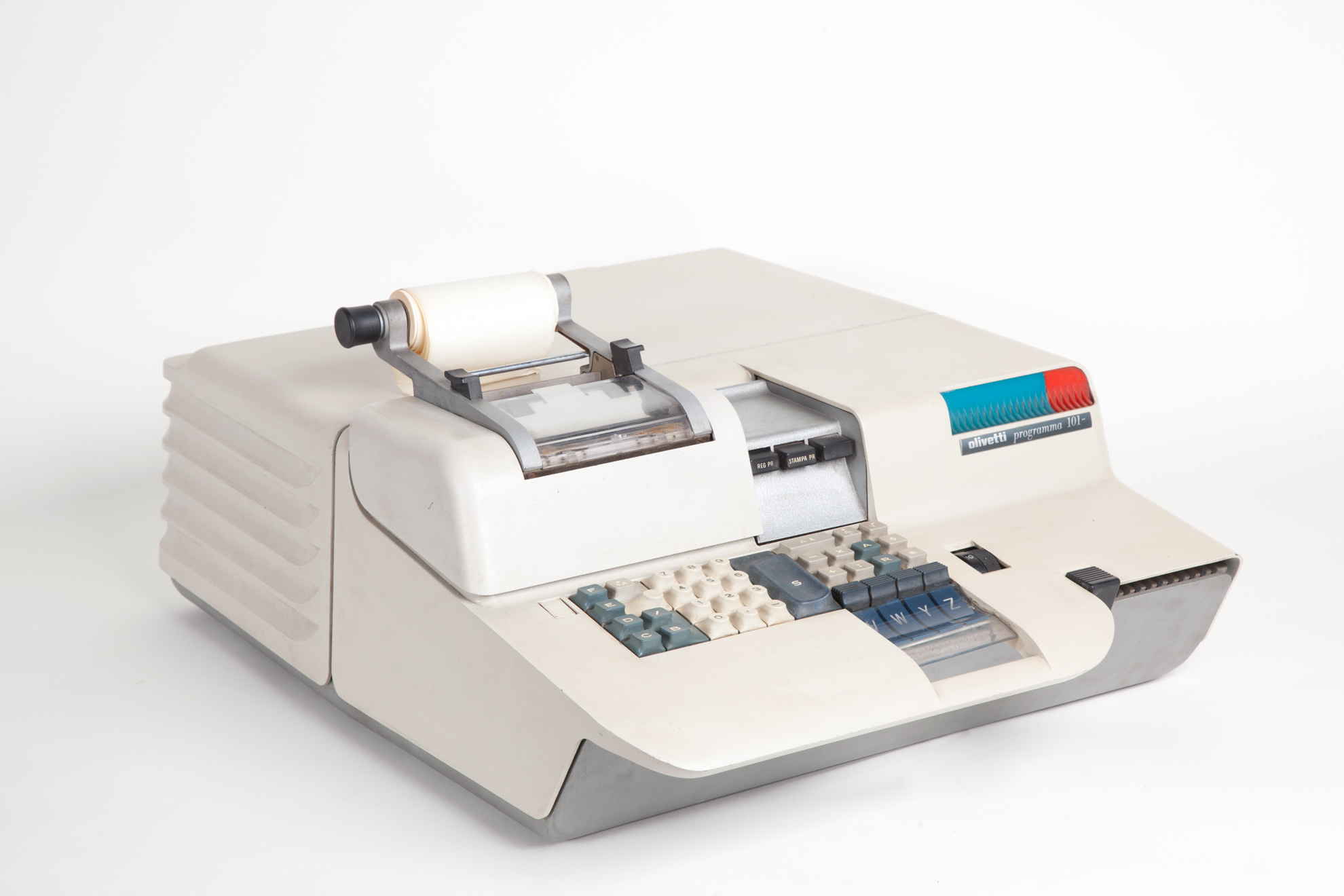
Le Programma 101, au musée des sciences et des techniques Léonard de Vinci à Milan.

Avant la démocratisation des microprocesseurs, la rumeur voulait qu'un ordinateur qui tiendrait sur un bureau devait être pareil à un jouet. En effet, les premiers ordinateurs (au sens moderne) occupaient une pièce complète. Les mini-ordinateurs, couramment utilisés, étaient de la taille d'un bureau et étaient le plus souvent montés dans des étagères.
Le Programma 101 italien, mis en marché en 1965, est le premier « calculateur/ordinateur programmable » (programmable calculator/computer) pouvant tenir sur un bureau. D'autres appareils de bureau suivent en 1971. C'est en 1972 que sont vendus les premiers appareils pouvant être programmé en BASIC. C'étaient des versions réduites de mini-ordinateurs qui comprenaient une ROM et un affichage alphanumérique d'une ligne à DEL. Ils pouvaient tracer des figures en 2D grâce à un traceur.

### Croissance du marché

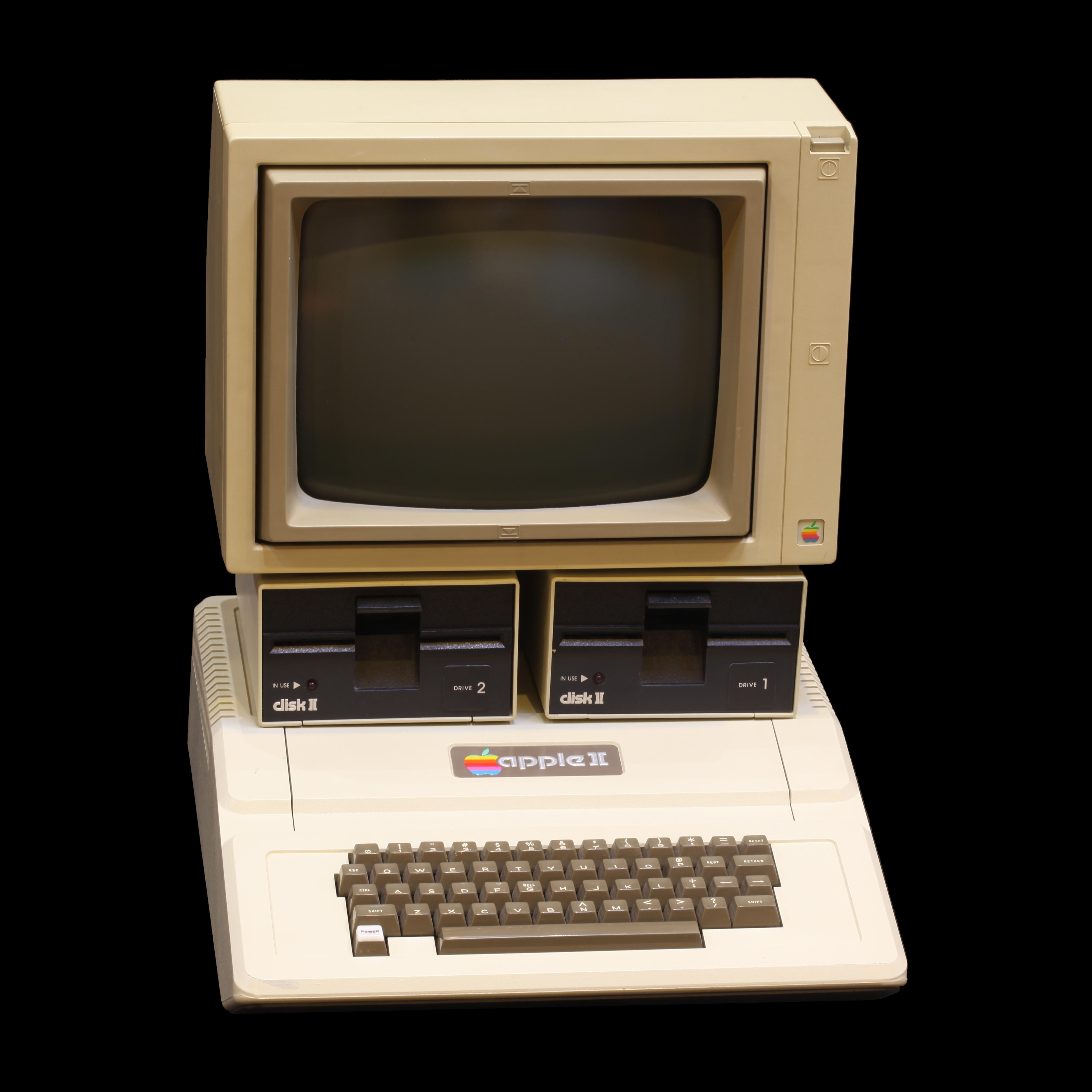
Ordinateur Apple II en montre au musée Bolo.

Les appareils Apple II, TRS-80 et Commodore PET font partie de la première génération d'ordinateurs domestiques qui sont mis en marché en 1977. Ils sont donc conçus pour le grand public plutôt que les sociétés ou les amateurs éclairés. Le magazine Byte regroupe ces trois ordinateurs sous le vocable de « Trinité de 1977 » (1977 Trinity) de l'informatique personnelle. Pendant les années 1980 et 1990, les ordinateurs de bureau dominent le marché de l'informatique, le plus courant étant l'IBM PC et ses clones, suivi du Macintosh, le Commodore Amiga obtenant un certain succès dans les années 1980, avant de décliner au début des années 1990.

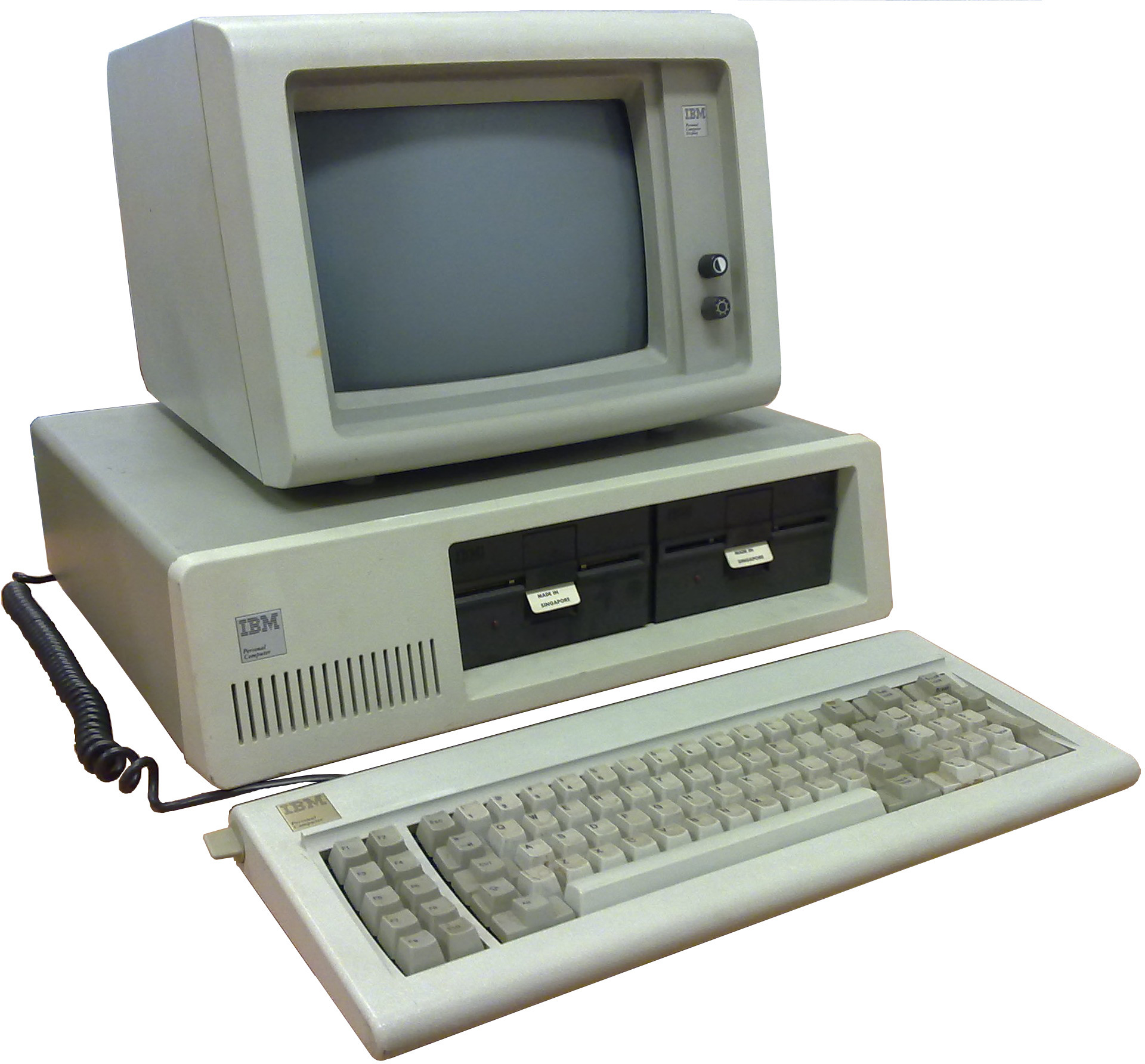
IBM 5150 Personal Computer.

Les premiers ordinateurs personnels, tel l'IBM PC, sont « enfermés » dans un boîtier dont la base est horizontale, ce qui permet de déposer sur celle-ci l'écran, économisant ainsi l'espace de bureau de l'utilisateur. Le boîtier devait être suffisamment solide pour soutenir le poids des écrans cathodiques, communs à cette époque. Pendant les années 1990, les ordinateurs à boîtier horizontal sont remplacés par des boîtiers verticaux appelés « tours », plus faciles à ouvrir pour ajouter des composants supplémentaires. Elles sont aussi plus faciles à déplacer et peuvent donc être déposées sur le bureau ou par terre. Ces tours font donc gagner de l'espace sur le bureau et autorisent l'installation d'écrans plus grands, qui commencent à se démocratiser. Néanmoins, les ordinateurs dans un boîtier, particulièrement les modèles dits compacts, continuent à être produits pour des raisons de coût, ce qui les rend intéressants aux yeux des sociétés pour l'informatique professionnelle et les présentations lors de congrès par exemple. Certains boîtiers peuvent être debout ou couché, l'ordinateur peut continuer de fonctionner.
Pendant les années 1990, des jeux vidéo populaires, comme ceux des séries Doom et Quake, exigent des performances supérieures, ce qui amène les joueurs à régulièrement acheter des ordinateurs de plus en plus puissants ou à modifier leur appareil en remplaçant les microprocesseurs et les cartes graphiques. Cette tendance subit un déclin à partir de la fin des années 2000 parce que la société Intel commence à vendre des microprocesseurs avec un processeur graphique intégré, ce qui réduit les marges bénéficiaires des fabricants de cartes graphiques. La technologie Sound Blaster de la société Creative Technology s'impose comme standard pour les cartes son sur ordinateurs personnels et de bureau dans les années 1990, mais son importance diminue à partir des années 2000 lorsque les fabricants d'équipement d'origine commencent à intégrer la technologie de restitution du son dans les cartes-mères.

### Déclin
Les ordinateurs de bureau constituent pendant longtemps l’essentiel de la production pour le marché grand public. Leur déclin commence dans les années 2000, lorsque les portables gagnent en popularité. 
Alors que la plupart des ordinateurs de bureau sont fabriqués aux États-Unis, les portables le sont par des sous-traitants asiatiques, notamment Foxconn. À cause de la diminution de la demande pour les ordinateurs de bureau, plusieurs fabricants américains cessent de les fabriquer et plusieurs ferment leurs portes avant 2010. Une autre tendance à cette époque est l'apparition d'ordinateurs de bureau peu coûteux, conçus selon les mêmes modèles, ce qui réduit sévèrement le marché des fabricants d'ordinateurs personnalisés, la société Dell étant emblématique de ce modèle d'affaires ; ces fabricants ne parviennent plus à dégager autant de bénéfices parce qu'ils ne peuvent plus vendre d'extras plus payants.
En 1986, les ordinateurs portables avec batteries constituent à peine 2 % du marché mondial. Néanmoins, leur popularité augmente régulièrement auprès des sociétés et des personnes. En 2007, environ 109 millions d'ultraportables sont vendus à travers le monde, soit une augmentation de 33 % comparativement à 2006. En 2008, il s'en serait vendu 145 millions. C'est pendant le premier quart de 2008 que les ventes mondiales d'ultraportables dépassent les ventes d'ordinateurs de bureau, les premiers s'étant vendus à 38,6 millions d'unités contre 38,5 millions d'unités,,,
Dans la famille des Apple Macintosh, les ventes sont demeurées stables ; les ventes des Mac notebooks ont progressivement augmenté au détriment des ordinateurs de bureau Macintosh[réf. nécessaire]. En 2009, il se vendait sept notebooks pour trois ordinateurs de bureau Macintosh. Cette évolution provient de changements dans les ordinateurs de bureau iMac, passant de modèles moins coûteux iMac G3 aux modèles plus coûteux iMac G4, puis à des modèles encore plus coûteux, toujours tout-en-un. Le prix de détail suggéré du fabricant (PDSF) des portables MacBook a diminué d'une version à la suivante, au point où les MacBook Air et MacBook Pro sont les appareils les moins coûteux de la famille des Macintosh, en excluant le Mac Mini sans écran et sans clavier. En 2010, les MacBook sont les ordinateurs les plus vendus de la société Apple. 
Toutes ces années de mises au point et d'améliorations des ordinateurs de bureau ont mené à une saturation du marché grand public : les gens n'ont plus à acheter d'ordinateurs plus performants pour satisfaire leurs besoins courants. Néanmoins, les versions du système d'exploitation Microsoft Windows (Windows 95, 98, XP et Vista) ont soutenu la demande pour de nouveaux ordinateurs pendant les années 1990, mais cette tendance s'est atténuée pendant les années 2000 lorsque Windows Vista a échoué comme successeur intéressant de Windows XP. Des analystes ont même suggéré que Windows 8 a provoqué un déclin des ventes des PC en 2012, puisque les sociétés ont préféré poursuivre avec Windows 7. Des analystes ont même affirmé que la société Microsoft a implicitement admis avoir réduit l'importance du marché des ordinateurs personnels parce que Windows 8 offre très peu d'avantages comparativement à Windows 7 ; les nouveautés de Windows 8 étant évidentes dans le marché des appareils mobiles.
La tendance postérieure à l'époque des PC est marquée par une décroissance des ventes des ordinateurs de bureau et des portables,. Ce déclin est la conséquence de deux phénomènes : puissance de calcul de plus en plus grande et usage d'alternatives informatiques, tels les smartphones et les tablettes numériques. Même si la plupart des consommateurs utilisent exclusivement leur smartphone et leur tablette pour des activités simples, telles la participation à des réseaux sociaux et le jeu occasionnel, ces appareils remplacent dans les faits un deuxième ou un troisième ordinateur personnel qui aurait servi à ces activités ; la plupart des familles conservent néanmoins un PC pour les tâches plus exigeantes.
Parmi les déclinaisons d'ordinateurs, l'ordinateur de bureau domine toujours dans le marché des entreprises. Les fabricants d'ordinateurs et les détaillants ont adapté leur offre en investissant dans le marché des portables (les netbooks vers la fin des années 2000, puis les ultrabook, plus puissants, à partir de 2011), sur lequel les fabricants fondent de grands espoirs pour relancer le marché des ordinateurs.
En avril 2017, le site StatCounter déclare qu'un jalon technologique est franchi lorsque le système d'exploitation Android dépasse en popularité le système Windows (qui a permis l'ascension des ordinateurs de bureau aux dépens des ordinateurs centraux). Windows est toujours dominant dans les ordinateurs et dans les portables, alors que les smartphones et les tablettes utilisent majoritairement Android, iOS (de la société Apple) ou Windows 10 Mobile.

## Description
L'ordinateur de bureau peut être démonté pour en changer des composants. Cette particularité permet à son propriétaire de faire évoluer l'ordinateur selon ses nouveaux besoins et/ou les nouvelles avancées techniques. Comme les pièces de l'ordinateur de bureau n'ont pas à être miniaturisées comme celles des ordinateurs portables, l'ordinateur de bureau offre un meilleur rapport qualité/prix que l'ordinateur portable. Par ailleurs le boîtier au format tour, à condition qu'il soit suffisamment grand, permet d'utiliser de grande carte mère offrant plusieurs emplacement pour les extensions et la flexibilité pour ajouter des cartes mémoires ou changer le microprocesseur (à condition qu'ils utilisent le même connecteur). La place disponible permet aussi d'utiliser plusieurs ventilateurs ce qui permet d'utiliser un microprocesseur puissant et rapide.

## Types

### Tout-en-un
Un ordinateur de bureau tout-en-un est constitué d'un seul boîtier qui comprend aussi l'écran ; il occupe donc moins d'espace sur le bureau et moins de fils courent sur le bureau par rapport aux ordinateurs avec une tour. Cependant cette petite taille induit les mêmes contraintes, en termes de possibilité d'évolution, qu'un ordinateur portable.
Le tout-en-un est populaire au début des années 1980 en tant qu'ordinateur personnel utilisé par des professionnels. Parmi les modèles vendus, on trouve le Kaypro II, l'Osborne 1, le TRS-80 Model II et le Compaq Portable (en). Plusieurs fabricants de PC comme Commodore et Atari rassemblent la carte-mère et le clavier dans un seul boîtier ; ils sont souvent connectés à un téléviseur. Apple fabrique plusieurs tout-en-un qui obtiennent une certaine notoriété : le Macintosh original au milieu des années 1980 et l'iMac à la fin des années 1990 et au début des années 2000. Quelques ordinateurs de bureau tout-en-un utilisent des composantes conçues pour des portables (par exemple, l'iMac G4) dans le but de réduire leur taille. Au milieu des années 2000, plusieurs ordinateurs tout-en-un comprennent un écran plat et, plus tard, des modèles sont vendus avec des écrans tactiles, ce qui permet de les utiliser comme des tablettes numériques.
Comme la plupart des portables, quelques ordinateurs de bureau tout-en-un ne peuvent pas être modifiés ni personnalisés parce que le boîtier est en pratique impossible à ouvrir. Si un problème électronique apparaît, il faut le plus souvent remplacer l'appareil au complet. Quelques appareils font exception, notamment la Z1 workstation de HP dont l'écran peut être relevé comme le capot d'une automobile, ce qui permet de voir les composantes électroniques.

### Mainstream
Ces ordinateurs de bureau sont utilisés comme PC, mais coûtent plus cher que les tout-en-un. Ils comprennent un puissant microprocesseur, une puissante carte graphique et une mémoire vive de grande taille. Ils sont le plus souvent installés avec plusieurs disques durs parce qu'ils servent surtout pour les jeux vidéo.

### Full-Sized
Ces ordinateurs sont courants parce qu'ils coûtent moins cher comparés aux autres modèles offerts (tout-en-un, mainstream...). L'écran et l'unité de traitement informatique sont distincts. Les composantes sont reliées par des fils ou des connexions sans fil, ce qui permet d'échanger entre elles. Ces ordinateurs sont faciles à personnaliser.

### Cinéma maison
Ces ordinateurs sont reliés à des appareils de divertissement à la maison et ne servent le plus souvent qu'à ces fins. Ils comprennent un écran à haute définition, une carte graphique conçue pour traiter de préférence les signaux vidéo, le son multicanal et un syntoniseur télé.

### Compact
Ces ordinateurs comprennent les mêmes éléments que les ordinateurs Full-Sized ; leur taille est d'environ la moitié. Ils coûtent en général la moitié du prix et leur performance est à peu près de la moitié des Full-Sized. Ils sont très difficiles à personnaliser.

### Station de travail

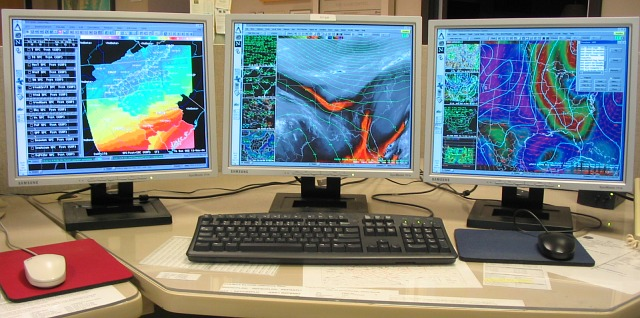
Station de travail à 3 écrans du système AWIPS.

De manière générale, les stations de travail demandant une batterie de processeurs puissants et l'accès à de grosses unités de stockage, comme c'est le cas du montage vidéo, de l'infographie, la conception assistée par ordinateur (CAO), la publication assistée par ordinateur (PAO) ou la retouche numérique par exemple, sont fixes.

## Comparaison avec les portables
Les ordinateurs de bureau, surtout les compatibles PC, présentent plusieurs avantages par rapport aux portables : 
- les pièces de remplacement sont standardisées, ce qui permet de les vendre à moindre coût parce qu'elles sont produites à plus grande échelle. Par exemple, la taille et le montage des cartes-mères sont pareilles pour les systèmes ATX, microATX, BTX et d'autres facteurs de forme.
- Ils ont aussi les mêmes standards de branchement pour les cartes d'extension : PCI ou PCI Express, alors que les portables utilisent plutôt une connexion mini-PCI et une connexion PC Card (parfois une connexion ExpressCard).
- Les procédures pour démonter ou remonter des ordinateurs de bureau sont souvent plus simples et se ressemblent, ce qui n'est pas le cas pour les portables. généralement il est assez simple de remplacer un lecteur de disque optique, le disque dur ou d'ajouter un, voire plusieurs, module de mémoire.

Tous ces avantages font que l'ordinateur de bureau est plus facile à réparer et à faire évoluer, souvent pour le rendre plus performant. Les ordinateurs vendus avec un boîtier au format tour sont régulièrement préférés par les joueurs vidéo et les amateurs d'ordinateurs.
L'ordinateur de bureau est aussi vendu avec de plus gros systèmes de dissipation de chaleur, ce qui permet aux amateurs de haute performance d'augmenter la cadence des puces électroniques sans risquer de briser l'appareil. Les deux plus importants fabricants de microprocesseurs, Intel et AMD, ont mis au point des puces pour portables qui consomment moins d'énergie au prix d'une réduction de la cadence d'horloge des microprocesseurs.
L'ordinateur portable est plus facile à déplacer que l'ordinateur de bureau, peu importe son facteur de forme. Le portable, par sa nature tout-en-un, comprend un clavier et un dispositif de pointage (comme un pavé tactile) à même le boîtier et tire son énergie électrique soit d'une batterie rechargeable ou d'une prise murale. Dans les années 2010, il est vendu avec un dispositif pour se connecter à un réseau sans fil (Wi-Fi, Bluetooth ou 3G), ce qui permet de l'utiliser un peu partout ; l'ordinateur de bureau est cependant de plus en plus pourvu d'un dispositif semblable.
Un ordinateur de bureau exige un UPS pour continuer de fonctionner si une courte panne électrique apparaît. Cependant, l'UPS n'est habituellement pas conçu pour fournir de l'énergie plus que quelques minutes,. Un portable avec une batterie de bonne qualité suffisamment chargée peut durer plusieurs heures lors d'une panne électrique.
La taille d'écran d'un portable est moindre que celle d'un ordinateur de bureau. L'ordinateur de bureau est, régulièrement, préférable pour regarder des films, effectuer de l'édition vidéo ou accomplir toute autre tâche exigeante.